# Наплечники
Напле́чники, Наплечник — принадлежность охранительного (оборонительного) вооружения (средство индивидуальной защиты), часть доспеха, имела полукруглую или изогнутую форму, защищала плечо и шею носителя, а также идентифицировала человека, позже деталь военной формы одежды.

## История
На Руси один из типов наплечника назывался Нара́мок, а часть лат с наплечниками — Нара́мки.
Наплечники делались целиком из металла, очень редко содержали в себе кожу. Возникли в XV веке. Гербовые наплечники (ailettes, наплечные щитки) носились рыцарями до появления настоящих металлических наплечников. В связи с тем что они, как и щиты того времени, были сделаны из дерева и кожи, они носились в основном на турнирах и парадах, и в отличие от настоящих погон служили лишь для ношения гербов.
Сохранилось описание полного гусарского доспеха из Оружейной палаты: «Латы с нарамками и с наколенками, ... ». Этот доспех и сейчас хранится в Оружейной палате, но с утратами, общий вес доспеха 28,3 кг.
Позже в Вооружённых силах Российской империи у отдельных воинских чинов существовали наплечники для их различия, например барабанщики отличались от строевых рядовых особыми наплечниками из приборного сукна, расшитыми белою или желтою тесьмою. 
Существуют наплечники и сейчас, например в ВС России, у военнослужащих военной полиции.